# Ricinoides feae
Espèce
Synonymes
- Cryptostemma feae Hansen, 1921

Ricinoides feae est une espèce de ricinules de la famille des Ricinoididae.

## Distribution
Cette espèce est endémique de Guinée-Bissau,.

## Description
Le mâle décrit par Botero-Trujillo, Sain et Prendini en 2021 mesure 6,45 mm et la femelle 6,24 mm.

## Systématique et taxinomie
Cette espèce a été décrite sous le protonyme Cryptostemma feae par Hansen en 1921. Cryptostemma Guerin-Meneville, 1838 étant préoccupé par Cryptostemma Herrich-Schaeffer, 1835 dans les Hémiptères, il est remplacé par Ricinoides par Ewing en 1929.

## Étymologie
Cette espèce est nommée en l'honneur de Leonardo Fea.

## Publication originale
- Hansen, 1921 : « The Pedipalpi, Ricinulei, and Opiliones (exc. Op. Laniatores) collected by Mr. Leonardo Fea in tropical West Africa and adjacent Islands. » Studies on Arthropoda I., p. 5-55 (texte intégral).